# Plakarthriidae
Plakarthriidae zijn een familie van pissebedden.

## Taxonomie
Het volgende geslacht wordt bij de familie ingedeeld:
- Plakarthrium Chilton, 1883
  - = Chelonidium Pfeffer, 1887